# 卡勞爾-奧巴山
44°49′26.32″N 34°53′26.48″E / 44.8239778°N 34.8906889°E

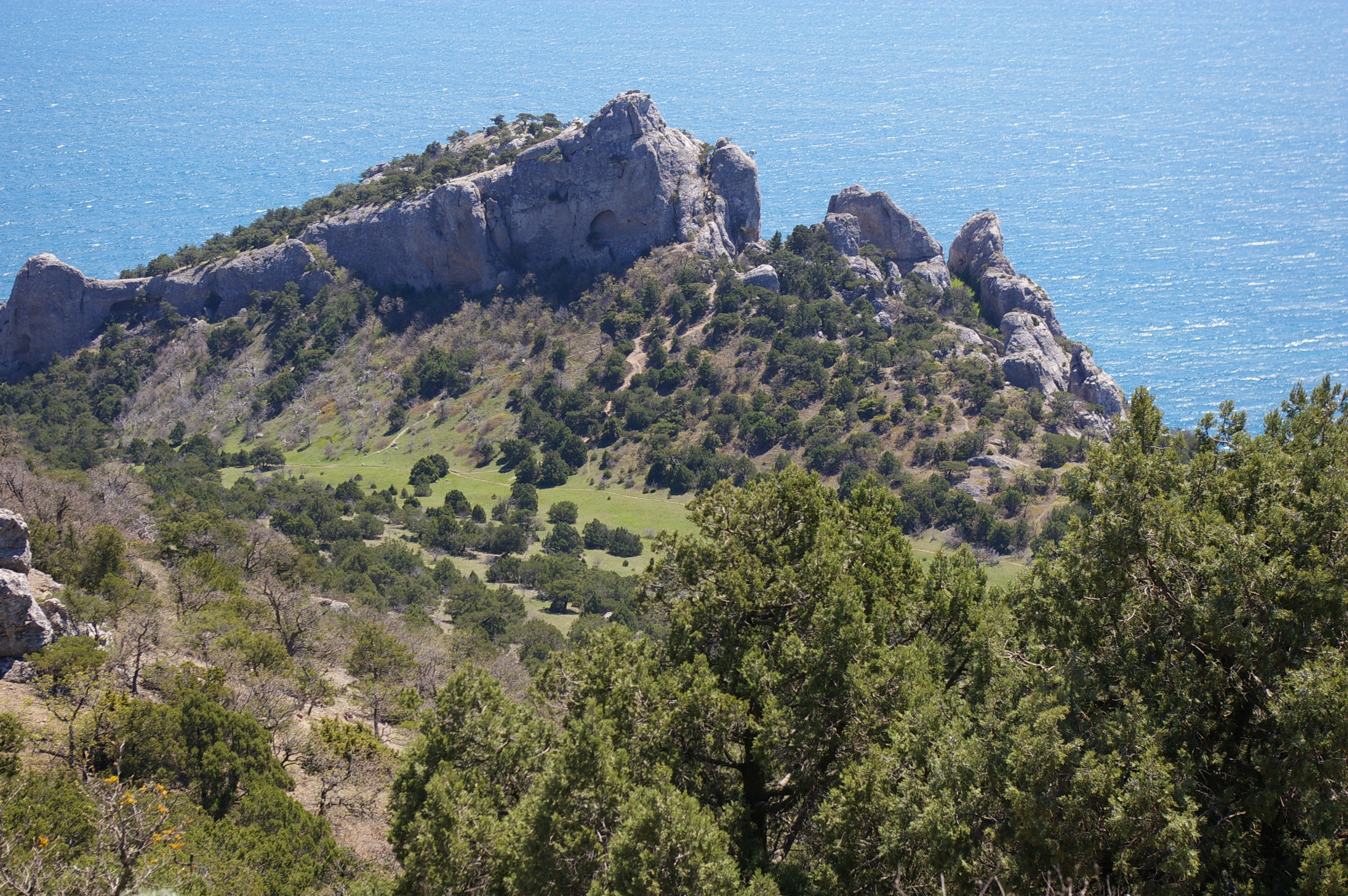

卡勞爾-奧巴山是烏克蘭的山峰，位於克里米亞共和國，屬於克里米亞山脈的一部分，該山峰海拔高度341米，山體由石灰岩形成。